# 2002 UEFA 챔피언스리그 결승전
2002 UEFA 챔피언스리그 결승전은 2001-02 시즌의 유럽 최고 클럽대항전인 2001-02년 UEFA 챔피언스리그의 결승전이다. 이 경기에 참가한 두 팀은 독일의 레버쿠젠과 스페인의 레알 마드리드로, 2002년 5월 15일 수요일, 글래스고의 햄던 파크에서 2001-02 시즌 챔피언스리그 승자를 가리기 위해 진행되었다. 레버쿠젠은 구단 역사상 처음으로 결승전에 올랐으나, 레알 마드리드는 이번이 12번째 결승전이었다.
각 팀들은 1차, 2차 조별리그, 토너먼트전을 통과하여 결승전에 도달하였으며, 결승전에 도달하기 위해 총 24경기를 치렀다. 레버쿠젠은 F조 1차 조별리그에서 바르셀로나에 이어 조 2위로 2차 조별리그에 진출하였다. 2차 조별리그를 돌파한 이후, 레버쿠젠은 리버풀, 맨체스터 Utd를 꺾고 결승전에 진출하였다. 레알 마드리드는 A조 1차 조별리그에서 1위로 통과한 후, 2차 조별리그에 진출하였고, 이곳에서도 1위를 차지하였으며, 토너먼트전에서 바이에른 뮌헨과 바르셀로나를 격파하고 결승전에 진출하였다.
이 경기에 앞서, 2일전에 서거한 우크라이나 감독 발레리 로바노우스키에 대한 추모의 시간이 있었다.
경기에 앞서, 레알 마드리드는 이 경기의 승자로 점쳐졌고, 라울은 8분에 선제골을 득점하였다. 그러나, 그로부터 5분 뒤, 레버쿠젠은 루시우의 골로 1-1 동점을 만들어냈다. 이후 45분에 지네딘 지단은 왼발 발리슛으로 호베르투 카를루스의 어시스트를 받아 골네트 상단부 구석에 명중시켰다. 이후 후반전은 무득점으로 진행되었고, 2-1의 점수로 레알 마드리드는 통산 9번째 우승을 달성하였다. 이 골은 현재까지 챔피언스리그 역사상 최고의 골들 중 하나로 회고된다.

## 결승까지의 경기
푸스발-분데스리가 2000-01에서 4위를 차지했던 레버쿠젠은 3차 예선전을 거쳐서 본선에 참가하였다. 레버쿠젠의 예선전 상대는 세르비아의 레드 스타 베오그라드를 상대하였는데, 레드 스타 스타디온 1차전 원정에서 0-0으로 비겼다. 바이아레나에서의 2차전은 3-0으로 마무리되었는데, 올리버 뇌빌이 2골 울프 키르스텐이 1골을 득점하였다. 결국, 레버쿠젠은 합계 3-0으로 챔피언스리그 본선에 진출하였다. 레알 마드리드는 라 리가 우승팀 자격으로 조별리그에 직행하였다.
| 팀         | 전 | 승 | 무 | 패 | 득 | 실 | 차 | 승점 |
| ---------- | -- | -- | -- | -- | -- | -- | -- | ---- |
| 바르셀로나 | 6  | 5  | 0  | 1  | 12 | 5  | +7 | 15   |
| 레버쿠젠   | 6  | 4  | 0  | 2  | 10 | 9  | +1 | 12   |
| 리옹       | 6  | 3  | 0  | 3  | 10 | 9  | +1 | 9    |
| 페네르바체 | 6  | 0  | 0  | 6  | 3  | 12 | −9 | 0    |

| 팀                  | 전 | 승 | 무 | 패 | 득 | 실 | 차 | 승점 |
| ------------------- | -- | -- | -- | -- | -- | -- | -- | ---- |
| 레알 마드리드       | 6  | 4  | 1  | 1  | 13 | 5  | +8 | 13   |
| 로마                | 6  | 2  | 3  | 1  | 6  | 5  | +1 | 9    |
| 로코모티프 모스크바 | 6  | 2  | 1  | 3  | 9  | 9  | 0  | 7    |
| 안데를레흐트        | 6  | 0  | 3  | 3  | 4  | 13 | −9 | 3    |

| 팀         | 전 | 승 | 무 | 패 | 득 | 실 | 차 | 승점 |
| ---------- | -- | -- | -- | -- | -- | -- | -- | ---- |
| 레버쿠젠   | 6  | 3  | 1  | 2  | 11 | 11 | 0  | 10   |
| 데포르티보 | 6  | 3  | 1  | 2  | 7  | 6  | +1 | 10   |
| 아스널     | 6  | 2  | 1  | 3  | 8  | 8  | 0  | 7    |
| 유벤투스   | 6  | 2  | 1  | 3  | 7  | 8  | −1 | 7    |

| 팀              | 전 | 승 | 무 | 패 | 득 | 실 | 차 | 승점 |
| --------------- | -- | -- | -- | -- | -- | -- | -- | ---- |
| 레알 마드리드   | 6  | 5  | 1  | 0  | 14 | 5  | +9 | 16   |
| 파나티나이코스  | 6  | 2  | 2  | 2  | 7  | 8  | −1 | 8    |
| 스파르타 프라하 | 6  | 2  | 0  | 4  | 6  | 10 | −4 | 6    |
| 포르투          | 6  | 1  | 1  | 4  | 3  | 7  | −4 | 4    |

## 경기

### 요약
경기는 맨체스터 Utd를 준결승전에서 떨구어 알렉스 퍼거슨의 고향인 글래스고 방문을 막은 바이어 레버쿠젠과 레알 마드리드의 대결이었다. 경기는 레알 마드리드가 2-1 승리를 거두며 통산 9번째 우승이자, 5년의 기간만으로도 3번째 우승을 달성하였다. 그러나 이 경기는 접전으로 진행되었다. 레알 마드리드와 스페인 축구 국가대표팀 스트라이커인 라울은 8분에 선제골을 넣었다. 그러나, 그로부터 5분 뒤에 브라질 축구 국가대표팀의 수비수인 루시우는 헤딩으로 세사르 산체스 골키퍼를 제압하며 동점골을 득점하였다. 그러나 45분, UEFA 챔피언스리그 역사상 최고의 골 중 하나로 꼽힌 골이 터지며 균형이 다시 깨졌다. 지네딘 지단은 호베르투 카를루스의 높은 크로스를 페널티 외곽에서 받아 왼발 발리슛으로 골네트 상단 코너를 명중하였다. 68분, 세사르가 부상을 당하였고, 21세 골키퍼 이케르 카시야스와 교체되었다. 신예 카시야스는 골포스트 사이에 서서, 레버쿠젠의 파상공세를 우르스 마이어 주심이 최종 휘슬을 울릴 때까지 방어하였다.

### 상세 정보
| 레버쿠젠   | 1 – 2  | 레알 마드리드      |
| ---------- | ------ | ------------------ |
| 루시우 13′ | 리포트 | 라울 8′ · 지단 45′ |

| 레버쿠젠 | 레알 마드리드 |

|                   |    |                          |  |       |
|                   |    |                          |  |       |
| GK                | 1  | 한스외르크 부트          |  |       |
| RB                | 26 | 촐탄 세베센              |  | 65′   |
| CB                | 6  | 보리스 지브코비치        |  |       |
| CB                | 19 | 루시우                   |  | 90+1′ |
| LB                | 35 | 디에고 플라센테          |  |       |
| DM                | 28 | 카르스텐 라멜로프 (주장) |  |       |
| RM                | 25 | 베른트 슈나이더          |  |       |
| CM                | 13 | 미하엘 발라크            |  |       |
| LM                | 23 | 토마스 브르다리치        |  | 39′   |
| AM                | 10 | 이을드라이 바쉬튀르크    |  |       |
| CF                | 27 | 올리버 뇌빌              |  |       |
| 교체 명단:        |    |                          |  |       |
| GK                | 20 | 프랑크 유리치            |  |       |
| DF                | 3  | 마르코 바비치            |  | 90+1′ |
| DF                | 47 | 토마스 클라이네          |  |       |
| MF                | 32 | 아넬 자카                |  |       |
| MF                | 15 | 유리차 브라네시          |  |       |
| FW                | 9  | 울프 키르스텐            |  | 65′   |
| FW                | 12 | 디미터르 베르바토프      |  | 39′   |
| 감독:             |    |                          |  |       |
| 클라우스 토프묄러 |    |                          |  |       |

|                  |    |                        |       |     |
|                  |    |                        |       |     |
| GK               | 13 | 세사르                 |       | 68′ |
| RB               | 2  | 미첼 살가도            | 45+2′ |     |
| CB               | 4  | 페르난도 이에로 (주장) |       |     |
| CB               | 6  | 이반 엘게라            |       |     |
| LB               | 3  | 호베르투 카를루스      | 89′   |     |
| DM               | 24 | 클로드 마켈렐레        |       | 73′ |
| RM               | 10 | 루이스 피구            |       | 60′ |
| LM               | 21 | 산티아고 솔라리        |       |     |
| AM               | 5  | 지네딘 지단            |       |     |
| CF               | 7  | 라울                   |       |     |
| CF               | 9  | 페르난도 모리엔테스    |       |     |
| 교체 명단:       |    |                        |       |     |
| GK               | 1  | 이케르 카시야스        |       | 68′ |
| DF               | 18 | 아이토르 카랑카        |       |     |
| DF               | 31 | 프란시스코 파본        |       |     |
| MF               | 8  | 스티브 맥마나만        |       | 60′ |
| MF               | 14 | 구티                   |       |     |
| MF               | 16 | 플라비우 콘세이상      |       | 73′ |
| FW               | 23 | 페드로 무니티스        |       |     |
| 감독:            |    |                        |       |     |
| 비센테 델 보스케 |    |                        |       |     |

| 맨 오브 더 매치: 지네딘 지단 (레알 마드리드) 부심: 프란체스코 부라기나 (스위스) 펠릭스 추거 (스위스) 대기심: 마시모 부사카 (스위스) |

## 통계
전반전
|            | 레버쿠젠 | 마드리드 |
| ---------- | -------- | -------- |
| 득점       | 1        | 2        |
| 슈팅       | 5        | 5        |
| 유효 슈팅  | 3        | 3        |
| 점유율     | 46%      | 54%      |
| 코너킥     | 3        | 0        |
| 반칙       | 8        | 16       |
| 오프사이드 | 3        | 2        |
| 경고       | 0        | 1        |
| 퇴장       | 0        | 0        |

후반전
|            | 레버쿠젠 | 마드리드 |
| ---------- | -------- | -------- |
| 득점       | 0        | 0        |
| 슈팅       | 8        | 2        |
| 유효 슈팅  | 3        | 1        |
| 점유율     | 58%      | 42%      |
| 코너킥     | 3        | 0        |
| 반칙       | 9        | 19       |
| 오프사이드 | 0        | 0        |
| 경고       | 0        | 1        |
| 퇴장       | 0        | 0        |

총합
|            | 레버쿠젠 | 마드리드 |
| ---------- | -------- | -------- |
| 득점       | 1        | 2        |
| 슈팅       | 13       | 7        |
| 유효슈팅   | 6        | 4        |
| 점유율     | 52%      | 48%      |
| 코너킥     | 6        | 0        |
| 반칙       | 17       | 31       |
| 오프사이드 | 3        | 2        |
| 경고       | 0        | 2        |
| 퇴장       | 0        | 0        |

## 경기 이후
경기 이후, 클라우스 토프묄러 레버쿠젠 감독은 "실망이 크다 - 축구에서 자격이 있더라도 항상 가지고 싶은 보상을 받지 못하며, 우리가 얼마나 노력했는지는 우리밖에 모른다. 우리는 이를 위로해야만 한다. 우리가 이 시즌동안 한 것을 돌아보면 매우 좋은 시즌이다 - 그러나 우리에게 일어난 것은 납득하기 어렵고 씁쓸하게만 느껴진다." 라며 실망감을 표출하였다.

## 같이 보기
- 2001-02년 UEFA 챔피언스리그